# Head Not Found
Head Not Found ist ein norwegisches Independent-Label, das sich auf Black Metal und andere Metal-Genres spezialisiert hat.

## Geschichte
Das Label wurde 1992 – mit Beginn der zweiten Black-Metal-Welle – von Metalion begründet, der seit Mitte der 1980er Jahre als Herausgeber des Slayer-Fanzines in der norwegischen Metal-Szene bekannt war. Den Vertrieb übernahm Voices of Wonder (heute Voices Music & Entertainment AS). Nach einigen Jahren und wiederkehrenden Problemen mit Voices of Wonder gab Metalion die Arbeit bei Head Not Found auf. Das Label wurde ohne ihn weitergeführt, wird seit der Jahrtausendwende vom Mutterunternehmen VME aber nur noch sporadisch genutzt.

## Bands
Werke folgender Bands wurden über das Label veröffentlicht:
- 122 Stab Wounds
- The 3rd and the Mortal
- Adorior
- Alastis
- Atrox
- Black Lodge
- Black Wreath
- Carpe Tenebrum
- Cobolt 60
- Crest of Darkness
- Cybele
- The Darksend
- Disgusting
- Enslavement of Beauty
- Fig Leaf
- Forlorn
- Gehenna
- Grievance
- Hellstorm
- Hemlock
- Holy Death
- Kvikksølvguttene
- Netherworld
- Nightmare Visions
- Notre Dame
- Paradigma
- Pazuzu
- Ragnarok
- Styggmyr
- Tormentor
- Trelldom
- Troll
- Twin Obscenity
- Ulver
- Usurper
- Valhall
- Wåttamezz
- Windir